# Питта Герни
Пи́тта Герни (лат. Hydrornis gurneyi) — певчая птица из семейства питтовых. Обитает на севере Малайского полуострова на территории южной Бирмы и прилегающих районов южного Таиланда. Названа в честь английского орнитолога Джона Генри Герни. 

## Описание
У самца голубая макушка и черно-желтый низ; остальная часть головы черная, а верхняя часть тела тепло-коричневая. У самки темя коричневое, низ тела охристо-беловатый.

## Биология
В состав рациона входят кольчатые черви, многие виды насекомых и их личинок, пауки, слизни и улитки, а также мелкие лягушки.

## Статус вида

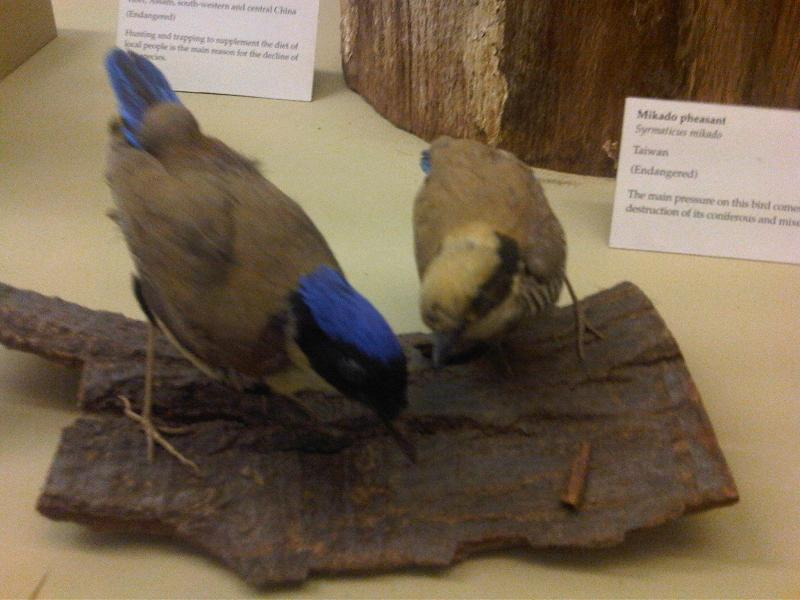
Чучела самки (слева) и самца

Питта Герни находится под угрозой исчезновения. С 1952 года этот вид более 30 лет считался вымершим, но был повторно открыт в 1986 году. Её редкость была вызвана вырубкой лесов в Южной Бирме и полуостровной части Таиланда.
По оценкам учёных численность вида в 1997 году составила всего девять пар, таким образом, она считалась одним из редчайших видов птиц на Земле. Поиск этой птицы в Бирме в 2003 году оказался успешным, и было обнаружено, что вид сохранился в четырёх местах, на каждом из которых было максимум 10—12 пар. В результате МСОП был изменён статус вида с находящихся на грани вымирания на находящихся под угрозой исчезновения. Дальнейшее исследование, завершённое в Бирме к 2009 году, благодаря открытию новых мест обитания предоставило убедительные доказательства того, что мировая численность вида значительно больше, чем предполагалось ранее, .
Эта редкая и невероятно красивая птица недавно была признана орнитологами «самой неуловимой птицей» Таиланда.